# De nuevos a viejos
De nuevos a viejos è il secondo album in studio del duo musicale portoricano Wisin & Yandel, pubblicato nel 2000.

## Tracce
1. Intro
2. Me quieren ver mal
3. La sata
4. Se desvelan
5. Pégate
6. La calle
7. La rockera
8. Espejos negros
9. Quiero verte bailar
10. Compláceme
11. En busca de ti
12. Dios no me abandones
13. Sensual te ves (con Baby Ranks)